# Ramsay MacDonald
Pour les articles homonymes, voir MacDonald.
James Ramsay MacDonald, né le 12 octobre 1866 à Lossiemouth (Moray, Écosse) et mort le 9 novembre 1937 sur l'océan Atlantique durant une traversée, est un homme d'État britannique, Premier ministre du Royaume-Uni à deux reprises.
D'origine modeste, il s'éleva dans la société britannique jusqu'à devenir le premier Premier ministre travailliste en 1924, poste qu'il cumula à celui de secrétaire d’État aux Affaires étrangères (il fut le premier roturier à prendre la direction du Foreign Office). Il dut démissionner au bout de 9 mois après avoir perdu les élections anticipées qu'il avait fait convoquer. Redevenu Premier ministre en 1929, il fut confronté à la Grande Dépression et forma en 1931 un gouvernement d'union nationale composé en majorité de parlementaires conservateurs, ce qui provoqua son exclusion du Parti travailliste. Il forma alors son propre parti, le Parti national travailliste.

## Jeunesse
Né à Lossiemouth, MacDonald est le fils naturel de John Macdonald, manœuvre agricole, et d’Anne Ramsay, femme de chambre. Bien qu'enregistré à la naissance sous le nom de James McDonald Ramsay, on l’appelle Jaimie MacDonald.
Naître hors mariage pouvait s’avérer un handicap sérieux dans l'Écosse presbytérienne du XIXe siècle, mais dans les communautés agricoles du nord et du nord-est de l'Écosse, ceci était courant ; en 1868 un rapport de la Commission royale sur l'Emploi des Enfants, des Jeunes Personnes et des Femmes dans l'Agriculture a noté que le taux d’enfants nés hors mariage était autour de 15 %.
Anne Ramsay avait travaillé comme domestique à la ferme de Claydale, près de Lossiemouth, où John MacDonald a été aussi employé. Il semble que leur mariage ait été planifié, mais il n'aura jamais lieu, soit que le couple se soit violemment disputé soit que la mère d'Anne, Isabella Ramsay, jugeant son gendre potentiel insuffisamment convenable, soit intervenue pour empêcher le mariage de sa fille.
Ramsay MacDonald a reçu un enseignement élémentaire dans une école de l'Église libre d'Écosse à Lossiemouth de 1872 à 1875 et ensuite à l'école paroissiale de Drainie. Il a quitté l'école à la fin du troisième trimestre en 1881, à l'âge de 15 ans et a commencé à travailler dans une ferme voisine.
Cependant, MacDonald ne devait pas être destiné à une vie professionnelle dans l'agriculture. En décembre 1881, il a été nommé professeur stagiaire à l'école de paroisse Drainie (dans le registre scolaire du personnel, il est enregistré sous le nom de « J. MacDonald »). Il est resté à ce poste jusqu'au 1er mai 1885 puis a pris un poste comme assistant de Mordaunt Crofton, un ecclésiastique à Bristol qui essayait d'établir une Guilde des Garçons et Jeunes Hommes à l'Église de St. Stephen. C'est à Bristol que Ramsay MacDonald a rejoint la Democratic Federation, un mouvement socialiste radical. Cette fédération a changé son nom quelques mois plus tard en Social Democratic Federation (SDF). Il en est resté membre jusqu'à ce qu'il retourne à Lossiemouth avant la fin de l'année pour des raisons inconnues, mais au début de 1886 il est de nouveau parti pour Londres, lorsqu'un ami qui y vivait lui écrivit pour lui annoncer qu'un poste pourrait lui convenir.

## Londres
Arrivé dans la capitale, il constata que l'emploi en question avait déjà été attribué. Après une courte période de travail au National Cyclists' Union dans Fleet Street, il s'est trouvé sans emploi et vécut avec une petite somme d'argent qu'il avait économisée lorsqu'il était à Bristol. Puis, il travailla comme employé de bureau dans l'entrepôt de Cooper Box and Co.
MacDonald conserva un intérêt pour la politique écossaise. La première Home Rule irlandaise de Gladstone a inspiré la création d'une Association pour l'autonomie écossaise à Édimbourg.
Le 6 mars 1888, MacDonald a participé à une réunion des Écossais résidents à Londres et qui, à son instigation, a formé le London General Committee of Scottish Home Rule Association. Il continua à soutenir l'autonomie pour l'Écosse, mais avec une assistance limitée des Écossais de Londres. Son enthousiasme pour le comité déclina vers 1890.
Cependant, MacDonald n'a jamais perdu son intérêt pour la politique écossaise et pour l'autonomie. Dans Socialism : critical and constructive, publié en 1921, il a écrit : « l'anglicisation de l'Écosse a progressé rapidement aux dépens de son enseignement, de sa musique, de sa littérature, de son génie et la génération qui grandit sous cette influence est déracinée de son passé. »
La politique dans les années 1880 était moins importante pour MacDonald que sa recherche pour un emploi. À cette fin il a pris des cours du soir en science, botanique, agriculture, mathématiques et physique au Birkbeck College.
Mais sa santé l'a soudainement forcé à laisser tomber ses ambitions d'obtenir un emploi de scientifique, en raison de l'épuisement une semaine avant ses examens.
En 1888, MacDonald trouve un emploi comme secrétaire privé chez Thomas Lough, un marchand de thé et un politicien radical. Lough a été élu député Libéral pour la circonscription de West-Islington, en 1892.
Beaucoup de portes se sont alors ouvertes à MacDonald. Il eut donc accès au National Liberal Club, aussi bien qu'aux bureaux de rédaction de journaux Libéraux et Radicaux. Il s'est aussi fait connaitre aux clubs de Radicaux de Londres, ainsi qu'à des politiciens radicaux et travaillistes. MacDonald gagna de l'expérience en matière de campagne électorale. En 1892, il quitta l'emploi chez Lough pour devenir journaliste indépendant. Comme membre de Fabian Society pour quelque temps, MacDonald a aussi fait des conférences en son nom à la London School of Economics.
MacDonald a participé au Bloody Sunday du 13 novembre 1887 à Trafalgar Square et en réponse à ceci, il a fait publier une pamphlet dans la Pall Mall Gazette sous le titre Remember Trafalgar Square: Tory Terrorism in 1887 (« souvenez-vous de Trafalgar Square : le Terrorisme Tory en 1887 »).

## Politique active
Le Trades Union Congress avait créé l'Association Électorale travailliste (LEA) et était entrée dans une alliance insatisfaisante avec le Parti libéral en 1886.
En 1892, MacDonald était à Douvres pour prêter appui au candidat du LEA aux élections législatives, qui fut largement battu.
MacDonald a impressionné la presse locale comme l'Express de Douvres, le 17 juin 1892 ; 12 août 1892 et l'Association. MacDonald, cependant a annoncé que sa candidature serait sous la bannière du Parti travailliste. L'Express de Douvres, le 7 octobre 1892 a nié que le Parti travailliste était une aile du Parti libéral, mais a apprécié une relation politique efficace. En mai 1894, l'Association Libérale de Southampton essayait de trouver un candidat proche du Labour pour cette circonscription électorale. MacDonald avec deux autres hommes ont été invités à s'exprimer au Conseil Libéral. Un de trois hommes a rejeté l'invitation et MacDonald n'a pas pu obtenir la candidature malgré le support fort qu'il avait parmi des Libéraux.
En 1893, Keir Hardie avait formé le Parti travailliste indépendant (ILP) qui s'était établi comme un mouvement massif et donc en mai 1894 MacDonald a demandé son adhésion qui a été acceptée. Il a été officiellement désigné comme candidat ILP pour la circonscription de Southampton, le 17 juillet 1894, mais fut largement battu aux élections de 1895.
MacDonald fut néanmoins de nouveau candidat en 1900 pour l'un des deux sièges de député de Leicester ; encore une fois battu, il a été accusé de diviser le vote Libéral pour permettre au candidat conservateur de gagner. Cette même année il est devenu le secrétaire du Comité représentatif travailliste (LRC), précurseur du Parti travailliste, tout en conservant son adhésion à l'ILP.
L'ILP, bien que n'étant pas marxiste, le parti était plus rigoureux que le parti socialiste travailliste, dans lequel les membres ILP opéreraient comme groupe de pression pendant de nombreuses d'années.
En tant que secrétaire du parti, il négocia un accord avec le leader libéral Herbert Gladstone d'après lequel les libéraux laissèrent au Labour un certain nombre de circonscriptions ouvrières, ce qui lui permit d'accéder pour la première fois aux Communes.
Il épousa Margaret Ethel Gladstone (aucune parenté avec Herbert) qui, quoique non riche, avait une certaine aisance. Ceci lui permit des voyages à l'étranger (Canada, États-Unis, Afrique du Sud, Australie, Nouvelle-Zélande, Inde).
C'est durant cette période que lui et sa femme se lièrent d'amitié avec Clara Collet qui le rendit sensible à la question du droit des femmes.
En 1906, le LRC changea son nom en Parti travailliste (Labour Party) et absorba l'ILP. Cette même année, MacDonald fut élu député de Leicester. En même temps 28 autres députés travaillistes, dont Keir Hardie, furent élus. MacDonald devint le leader de l'aile gauche du parti.

## Chef du Parti
En 1911, MacDonald devint officiellement chef du parti travailliste. Il fut très affecté par la maladie et la mort de sa femme, victime d'un empoisonnement sanguin.
En 1914, bien que le groupe parlementaire travailliste avait généralement une position contre la guerre, quand celle-ci fut déclarée, il vota les crédits de guerre demandés par le gouvernement. MacDonald y était opposé et il démissionna, remplacé par Arthur Henderson. MacDonald prit le poste de trésorier du parti.
Au début de la guerre, il était extrêmement impopulaire, accusé de trahison et de lâcheté. Il fut violemment attaqué sur les circonstances de sa naissance. Bien que sa réputation se soit progressivement améliorée, il fut battu aux élections de 1918, qui vit la coalition menée par Lloyd George triompher largement.
De nouveau battu à une élection partielle en 1921, il fut élu en 1922 dans la circonscription d'Aberavon au pays de Galles et désigné comme chef du Parti travailliste. Son opposition à la guerre lui avait donné un nouveau charisme, il apparaissait comme « la voix de la conscience ».
Aux élections de 1922, le Parti travailliste avait devancé pour la première fois le Parti libéral, devenant l'opposition officielle au gouvernement conservateur de Stanley Baldwin. MacDonald, devenu chef de l'opposition, avait évolué : il avait quitté l'aile gauche de son parti et s'opposait vivement à la vague de radicalisation qui avait suivi la révolution russe de 1917. Contrairement à la SFIO en France et au SPD en Allemagne, le Parti travailliste ne se scinda pas et le Parti communiste de Grande-Bretagne resta petit et isolé.
Aux élections de 1923, les conservateurs avaient perdu leur majorité et après l'échec d'un vote de confiance en janvier 1924, le roi George V chargea MacDonald de former un gouvernement minoritaire travailliste, avec le soutien tacite des libéraux de Herbert Asquith. MacDonald devint ainsi le premier Premier ministre du Labour, le premier issu d'un milieu ouvrier et l'un des rares à n'avoir aucune éducation universitaire.

## Premier gouvernement (1924)
Ce gouvernement comportait, en dehors du Premier ministre, dix autres ministres issus de la classe ouvrière, du jamais vu. Il avait pris lui-même le portefeuille des Affaires Étrangères et sa première tâche fut de revenir sur le dommage causé par le Traité de Versailles en négociant avec l'Allemagne sur la question des dommages de guerre (plan Dawes).
Le gouvernement ne dura que 9 mois mais il eut le temps d'améliorer les allocations de chômage. De plus, le ministre de la Santé, John Wheatley réussit à faire passer le « Housing Act » qui créait des logements municipaux à bon marché pour les ouvriers mal-payés.
Le gouvernement fut mis en difficulté sur l'affaire Campbell (abandon des poursuites contre J. R. Campbell (en), qui avait encouragé les soldats à se mutiner), et sur ses rapports avec l'URSS. À la suite d'un vote de défiance, la Chambre des Communes fut dissoute et de nouvelles élections organisées en octobre 1924.
Juste avant l'élection, la presse conservatrice publia le contenu d'une lettre attribuée à Grigori Zinoviev, le président de l'Internationale communiste, qui semblait montrer que l'Union soviétique s’apprêtait à interférer dans les affaires intérieures britanniques afin de favoriser le Parti travailliste. Il est désormais établi que ce document était un faux, probablement fait par des Russes blancs antisoviétiques, obtenu par le Secret Intelligence Service (SIS ou MI6) à Riga, qui la transmit au ministère des Affaires étrangères en insistant qu'elle était authentique. Il n'est pas clair si les membres du SIS, alors clairement proches du Parti conservateur, agirent de bonne foi ou s'ils soupçonnaient que la lettre était un faux.
Les élections se traduisirent par un grand succès des conservateurs, des pertes limitées pour les travaillistes et une écrasante défaite pour le Parti libéral, définitivement devenu le troisième parti du pays. Il serait faux de conclure que l'affaire de la lettre de Zinoviev causa la chute du gouvernement Macdonald, qui perdait déjà le soutien des libéraux.

## Deuxième gouvernement (1929)
La forte majorité des conservateurs permit à Baldwin de gouverner pendant toute la législature, où le fait marquant est la grève générale de 1926. Aux élections de mai 1929, les travaillistes obtinrent 288 sièges, les conservateurs 260 et les libéraux de Lloyd George 59. MacDonald fut chargé de former son deuxième gouvernement (en) minoritaire avec la bienveillance des libéraux.
Parmi les ministres, on notera en particulier la première femme ministre, Margaret Bondfield et le turbulent Oswald Mosley.
Le gouvernement améliora les indemnités de chômage, lutta contre les taudis et négocia avec les leaders du Congrès national indien pour un début de self-gouvernement.
La crise de 1929 fut un choc pour le gouvernement. Le chancelier de l'Échiquier, Philip Snowden était un partisan de l'orthodoxie financière et malgré l'insistance d'Oswald Mosley, de David Lloyd George et de John Maynard Keynes, il refusa de s'en écarter. N'étant pas écouté, Mosley démissionna en février 1931, fonda un nouveau parti et, ultérieurement, se convertit au fascisme.
À la fin de 1930, le chômage avait doublé et atteignait deux millions et demi de chômeurs. Le gouvernement se divisa entre les « orthodoxes » partisans d'économies drastiques (dont MacDonald et Snowden) et les Keynésiens qui suggéraient une dévaluation de 25 % et un budget déficitaire afin de relancer l'économie.
La césure au sein du gouvernement était telle que MacDonald démissionna le 24 août 1931. Sur la demande du roi George V, Il accepta de former un gouvernement d'union nationale avec les conservateurs et les libéraux. Le parti, maintenant dirigé par Arthur Henderson, expulsa MacDonald, JH Thomas et Snowden, qui créèrent un groupe parlementaire baptisé « National Labour ».
Les conservateurs insistèrent pour de nouvelles élections qui eurent lieu en octobre 1931. Le gouvernement d'union nationale remporta 554 sièges (473 pour les conservateurs, 13 pour le National Labour, 68 pour les libéraux de gouvernement). Le Parti travailliste revint avec 52 députés seulement, et Henderson fut battu.

## Premier ministre d'union nationale (1931-1935)
À la tête d'un gouvernement soutenu par une énorme majorité, MacDonald était handicapé par la petitesse de son propre groupe parlementaire.
La politique intérieure était gérée par les conservateurs Stanley Baldwin (Lord President) et Neville Chamberlain (chancelier de l'Échiquier) ainsi que par le national libéral Walter Runciman au Commerce, qui renforcèrent les liens commerciaux avec le Commonwealth.
Le gouvernement national réduisit les allocations de chômage et les salaires dans le secteur public, provoquant des émeutes de chômeurs, une brève mutinerie dans la marine et une vague de colère dans certains groupes sociaux. Néanmoins, grâce à son empire, l'industrie britannique possédait encore un accès privilégié à d'immenses marchés, rendant la crise moins sévère qu'en Allemagne.
MacDonald lui-même s'occupa de politique étrangère et participa à de nombreuses conférences. Sa rupture avec le Parti travailliste et tous ses amis l'affecta beaucoup. Sa santé physique et mentale se détériora en 1933 et 1934. Il convint avec Baldwin de lui céder la place après les fêtes du Jubilé d'Argent de George V, ce qui fut effectif le 7 juin 1935. Néanmoins, il resta membre du Gouvernement, en tant que lord président du Conseil, poste qui sera occupé quelques années plus tard par Neville Chamberlain.
Il perdit son siège aux élections de 1935 et en retrouva un lors d'une élection partielle de janvier 1936 mais sa santé déclinait. Il mourut au cours d'une croisière sur le Reina del Pacifico (en) le 9 novembre 1937 et ses funérailles eurent lieu à l'abbaye de Westminster le 26 novembre suivant.